# Milivoj Petković

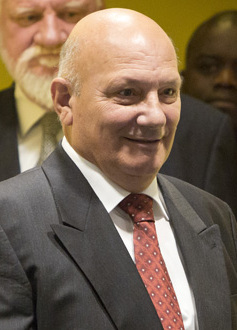
Milivoj Petković (2013)

Milivoj Petković (* 11. Oktober 1949 in Šibenik, heute Kroatien) ist ein ehemaliger jugoslawischer bzw. führender kroatischer Militärangehöriger im Rang eines  Generalleutnants. Er war am Kroatien- und auch Bosnienkrieg bzw. kroatisch-bosniakischen Krieg (1991 bzw. 1992–1995) beteiligt. Petković gehörte zu sechs Angeklagten, die in einem gemeinsamen Prozess wegen Kriegsverbrechen während des Bosnienkrieges vom Internationalen Strafgerichtshof für das ehemalige Jugoslawien (ICTY) verurteilt wurden. Er wurde zu 20 Jahren Freiheitsstrafe verurteilt, von denen er vier Jahre verbüßte.

## Leben
Petković wurde 1949 in Šibenik in der Region Dalmatien geboren, die damals zur Volksrepublik Kroatien gehörte, einer Teilrepublik des sozialistischen Jugoslawien. Er war Absolvent der Militärakademie der Jugoslawischen Volksarmee (JNA) und anschließend für diese als Berufsoffizier bedienstet. Nach dem Ausbruch des Kroatienkrieges verließ er die JNA und schloss sich im Juli 1991 den neu gegründeten kroatischen Streitkräften an. Vom kroatischen Armeegeneral Janko Bobetko wurde Petković 1992 beauftragt, das Kommando über die kroatischen Truppen in der bosnisch-herzegowinischen Stadt Grude zu übernehmen, dem Regierungssitz der Kroatischen Republik Herceg-Bosna. Als die kroatischen Truppen abrückte, wurde er Kommandant des kroatischen Verteidigungsrats (HVO), dessen Stabschef er bis zum 5. August 1994 war.
Petković ist infolge einer Gehirnerschütterung und einer Wirbelsäulenverletzung, die er sich im Juni 1992 während der Fahrt in der Nähe des Flusses Neretva zugezogen hatte, teilweise behindert.

### Verurteilung

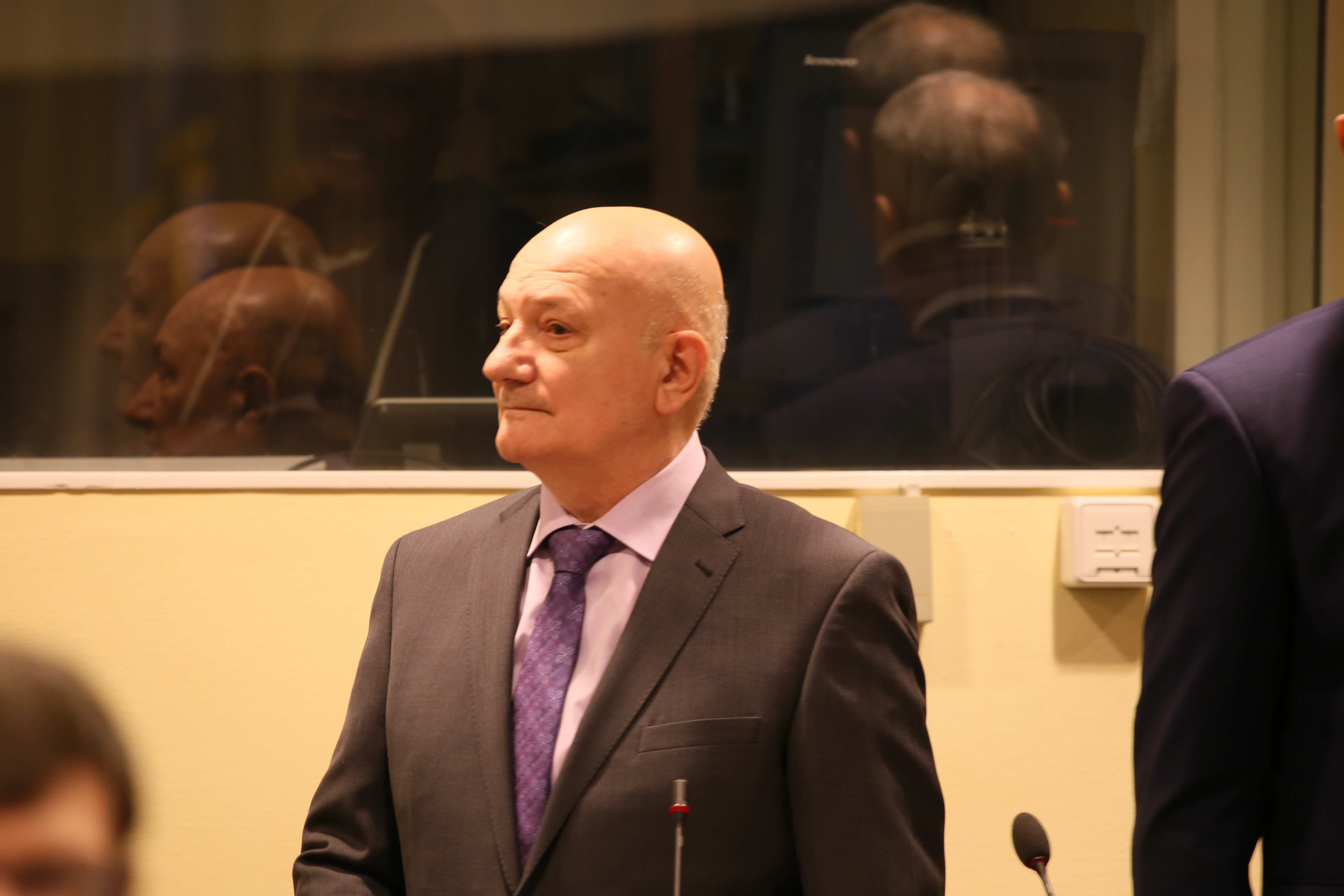
Milivoj Petković am Internationalen Strafgerichtshof für das ehemalige Jugoslawien (2017)

Petković stellte sich am 5. April 2004 freiwillig dem ICTY. In der Anklageschrift wurde Petković beschuldigt, als Oberbefehlshaber direkt für die Kriegsverbrechen des HVO verantwortlich gewesen zu sein. Dies waren ethnische Säuberungen in den Distrikten Gornji Vakuf und Mostar und das Betreiben des Internierungslagers Heliodrom, in dem Bosniaken aus Mostar unter als unmenschlich angesehenen Bedingungen inhaftiert waren.
Die Anklagepunkte waren:
- neun Fälle schwerwiegender Verstöße gegen die Genfer Konventionen: vorsätzliches Töten, unmenschliche Behandlung (sexuelle Übergriffe), rechtswidrige Deportation von Zivilisten, rechtswidrige Überstellung von Zivilisten, rechtswidrige Inhaftierung von Zivilisten, unmenschliche Behandlung (Haftbedingungen), unmenschliche Behandlung, mutwillige Zerstörung von Eigentum, das nicht durch militärische Notwendigkeit gerechtfertigt war, mutwilliges Aneignen von Eigentum, das nicht durch militärische Notwendigkeit gerechtfertigt war;

- neun Fälle von Verstößen gegen die Gesetze oder Gepflogenheiten des Krieges: grausame Behandlung (Haftbedingungen), rechtswidrige Arbeit, mutwillige Zerstörung von Städten oder Dörfern, die nicht durch militärische Notwendigkeit gerechtfertigt war, Zerstörung oder vorsätzlicher Schaden an Institutionen der Religion oder der Bildung, Plünderung von öffentlichem oder privatem Eigentum, rechtswidriger Angriff auf Zivilisten, rechtswidrige Verursachung von Terror gegen Zivilisten, grausame Behandlung;

- acht Fälle von Verbrechen gegen die Menschlichkeit: Verfolgung aus politischen, rassischen und religiösen Gründen, Mord, Vergewaltigung, Deportation, unmenschliche Handlungen (Zwangsumsiedlung), Inhaftierung, unmenschliche Handlungen (Haftbedingungen).

Am 22. April 2008 wurde Petković nach nur vier Jahren Haft aus humanitären Gründen eine vorzeitige Haftentlassung gewährt. 
Die ICTY-Berufungskammer bestätigte am 29. November 2017 fast alle Verurteilungen gegen Petković und seine Mitangeklagten sowie deren ursprüngliche Haftdauer.